# シブリー (ケンタッキー州)
シブリー（英: Shively）は、アメリカ合衆国ケンタッキー州北中部ジェファーソン郡にある第3等級都市である。2010年国勢調査での人口は15,264 人であり、州内第27位である。ルイビル・メトロ政府の一部であるが、別に法人化された都市である。

## 歴史
1778年、オハイオの滝傍でルイビルの町が設立されたことに続き、周辺部に農園が広がっていった。初期の大土地所有者には、ウィリアム・ポープ大佐、アブナー・フィールド少佐、シブリー家のクリスチャン・ウィリアムとジェイコブがいた。クリスチャンがミル・クリークに近い自分の土地1,000エーカー (4.0 km2) に製粉所と酒場を開き、後にルイビル・アンド・ナッシュビル・ターンパイクに取り込まれる道路はルイビルとソルト川を繋いでいた。これが「シブリー・プレシンクト」と呼ばれる町の中心になった。クリスチャンは1816年に教会のための土地を寄付し、それが現在パークビュー・メソジスト教会となっている。
1831年、駅馬車の停車場が開かれた。エリザベスタウン・アンド・パデューカ鉄道が1870年代に開通した。
南北戦争の直前には、ドイツ系特にバイエルンからの移民が多く移って来て、1897年にはセントヘレンズ・カトリック教会を建てた。その後の数年間、町は「セントヘレンズ」と呼ばれていたが、1902年に設立された郵便局は、州内リー郡に既にセントヘレンズという町があったので、この名称を採用できなかった。
1904年、地域で路面電車が通った。
禁酒法時代が終わった後、近隣では8つのウィスキー醸造所がオープンした。世界恐慌の時代に、ルイビル市がこれら醸造所を併合して課税しようとしたとき、シブリーの住人には別々に法人化し（1938年5月23日完了）、その代わりに地区を併合すると語っていた。その2,000万ドルの税収が、財政状態の良かった小さな市から離れて行った。ただし、シブリー市は1950年代にルイビルのホワイト・フライトや郊外化によって、州内でも最も成長率が高い町になっていた。1960年代に入ると「サンセット・タウン」（黒人差別の町）に変わった。1954年、活動家のカールとアンのブレイデン夫妻が1軒の家を買い、それを黒人家族に渡した。その家に狙撃があったり、娘の寝室の下で爆弾が爆発したりと攻撃があり、全国紙の見出しを飾った。誰も傷ついた者はおらず、だれもこの犯罪で有罪となった者はいなかったが、黒人数人が活動に参加した。
増税と味が変化したことで1960年代後半にシブリーの醸造所の大半が閉鎖された。シブリーの人口は1970年の19,223人を頂点に次第に減って来た。市の会計は黒字から赤字に転落したので、シブリー市は1984年にプレジャーリッジ・パークにある郊外地を併合しようとしたができなかった。同年、警察署長のマイケル・ドニオが地域で売春を許す代わりに賄賂を受け取っていたことを認め、スキャンダルとなった。このような出来事でまちの評判は「ライブリー・シブリー」（精力的なシブリー）になった。
その後地域の状況は幾らか改善されてきた。様々な公共事業が行われ、幾つかの企業が入って来た。しかし、ディキシーの北、7番通りに沿った地域は現在も、怪しげな成人向け娯楽産業で知られている。2000年代に入ってもジェファーソン郡の東部や南部に後れを取っており、1956年に設立されディキシー・ハイウェイ沿いに広さ15万平方フィート (14,000 m2) と、残っていた数少ない大型小売センターのディラーズが2007年に閉鎖された。これはルイビル地域のチェーン店が一般的に利益率が良いのに対し、ここでは売り上げが上がらないためだった。
シブリーの現在の市境は、北（ルイビルのアルゴンキン地区）がミラーズ・レーンとバーンハイム・レーン、東がルイビルの7番通り、西が州間高速道路264号線とセントデニス、南がロックフォード・レーンとプレジャーリッジ・パークとなっている。

## 地理
シブリーの位置はアメリカ国道60号線とディキシー・ハイウェイ（国道31号線西）の交差点を中心にしており、座標では北緯38度11分35秒 西経85度48分58秒 / 北緯38.193175度 西経85.816166度に位置している。
アメリカ合衆国国勢調査局に拠れば、市域全面積は4.6平方マイル (12 km2)であり、全て陸地である。

## 人口動態
以下は2000年国勢調査による人口統計データである。
| 基礎データ - 人口: 15,157 人 - 世帯数: 6,667 世帯 - 家族数: 4,080 家族 - 人口密度: 1,264.0人/km2（3,271.1 人/mi2） - 住居数: 6,929 軒 - 住居密度: 577.8軒/km2（1,495.4 軒/mi2） 人種別人口構成 - 白人: 67.26% - アフリカン・アメリカン: 30.32% - ネイティブ・アメリカン: 0.26% - アジア人: 0.42% - 太平洋諸島系: 0.02% - その他の人種: 0.78% - 混血: 0.96% - ヒスパニック・ラテン系: 1.39% 年齢別人口構成 - 18歳未満: 21.7% - 18-24歳: 7.7% - 25-44歳: 28.2% - 45-64歳: 21.7% - 65歳以上: 20.7% - 年齢の中央値: 40歳 - 性比（女性100人あたり男性の人口） - 総人口: 85.0 - 18歳以上: 79.9 | 世帯と家族（対世帯数） - 18歳未満の子供がいる: 25.6% - 結婚・同居している夫婦: 40.1% - 未婚・離婚・死別女性が世帯主: 17.0% - 非家族世帯: 38.8% - 単身世帯: 34.0% - 65歳以上の老人1人暮らし: 14.9% - 平均構成人数 - 世帯: 2.23人 - 家族: 2.84人 収入と家計 - 収入の中央値 - 世帯: 31,422米ドル - 家族: 38,652米ドル - 性別 - 男性: 31,368米ドル - 女性: 25,190米ドル - 人口1人あたり収入: 17,574米ドル - 貧困線以下 - 対人口: 14.5% - 対家族数: 12.2% - 18歳未満: 26.7% - 65歳以上: 10.2% |